# Johannes Hendrik Eversen
Johannes Hendrik (Jan) Eversen (Den Haag, 30 mei 1906 - Arnhem, 30 december 1995) was een Nederlands kunstschilder.
Jan Eversen was de zoon van Johannes Hendrik Eversen (buitenechtelijke zoon van Johanna Carolina Eversen) en Eugenie Maria Reinsberg. Eversen was in de jaren 30 van de twintigste eeuw leerling van W. Lampe.
Hij begon als portretschilder, maar ontdekte tijdens zijn opleiding aan de Heatherley School of Art in Londen (1930), de schoonheid van de stillevenschilders Willem Claesz. Heda, Pieter Claesz en Clara Peeters. De schilder wijdde zich vol overgave aan het steeds meer perfectioneren van de weergave van de textuur en de reflectie van het licht op de verschillende voorwerpen die hij afbeeldde. 
Volgens kenners evenaarde Eversen nagenoeg de techniek van oude meesters als Rembrandt, Paulus Potter en Jan Steen.
Eversen schilderde vooral stillevens maar ook landschappen en portretten in neorealistische stijl. Hij was lid van de Nederlandse Kunstkring en woonde en werkte vele jaren in Ede (Gelderland), waar hij ook een aantal landschappen schilderde. 
Jan Eversen was tijdens zijn leven met name in Groot-Brittannië veel beroemder dan in Nederland. In toenemende mate is er in Nederland belangstelling voor zijn 'rembrandteske' werk.
Werk van Eversen hangt onder andere in de National Gallery in Londen en in het Kunstmuseum Den Haag. 
Ter gelegenheid van zijn 100ste geboortedag werd in 2006 op initiatief van Jan H.A. Morsink uit Enschede een overzichtstentoonstelling georganiseerd in het buiten Kernhem te Ede. Bij die gelegenheid verscheen in samenwerking met de Rotary-Ede van de hand van Wim Rijkeboer het boek Jan Eversen: Het licht meester.
- Biografisch Portaal: 75893721
- Find NZ Artists: 4786
- Gemeinsame Normdatei: 1068194766
- International Standard Name Identifier: 0000 0000 6802 5782
- Nederlandse Thesaurus van Auteursnamen: 296766992
- RKD-Nederlands Instituut voor Kunstgeschiedenis: 26891
- Museum of New Zealand Te Papa Tongarewa: 711
- Union List of Artist Names: 500026841
- Virtual International Authority File: 95847411
- WorldCat: E39PBJg8ytvGTQGkMD3RGPxJjC